# Diego de Astorga y Céspedes
Diego de Astorga y Céspedes (Gibraltar, 1665-Madrid, 9 de febrero de 1734) fue un religioso español. 

## Biografía
Estudió en la Universidad de Granada. Fue ordenado sacerdote en 1689, nombrado obispo de Barcelona en 1716 y designado arzobispo de la archidiócesis de Toledo el 22 de julio de 1720. 
Fue Inquisidor general y llegó al rango de cardenal en 1727.
En la catedral toledana promovió la construcción del Transparente, bajo cuyo altar está enterrado.
Promovió la devoción a Nuestra Señora de Europa en Gibraltar.

| Predecesor: Benito de Sala y de Caramany | Obispo de Barcelona 1716-1720     | Sucesor: Andrés de Orbe y Larreátegui      |
| Predecesor: Juan de Arzamendi            | Inquisidor General de España 1720 | Sucesor: Juan de Camargo Angulo            |
| Predecesor: Francisco Valero y Losa      | Arzobispo de Toledo 1720-1724     | Sucesor: Luis Antonio de Borbón y Farnesio |